# جلال الدين أحمد الكركي
أحمد بن محمد بن أبي الخير الملقب بـ جلال الدين هو إمام صوفي سني، وُلد في مدينة الكرك بالأردن فيما بين عامي 870 هـ/1465 م و872 هـ/1467 م على أرجح الأقوال. وتفقه على مذهب الإمام الشافعي. هاجر إلى مدينة دسوق في شمال مصر، وكان مريدي الإمام إبراهيم الدسوقي، وأصبح بعد ذلك خليفة المقام الإبراهيمي وشيخ الطريقة الدسوقية.

## مؤلفاته
له عدد من المؤلفات في الصوفية، ومن مؤلفاته:
- «لسان التعريف بحال الولي الشريف (سيدي إبراهيم الدسوقي)»[3]
- «الفتح الذوقي في الكلام على بعض كرامات سيدي إبراهيم الدسوقي»
- «الهدية الدسوقية في توحيد رب البرية»
- «مراتب السلوك إلى منازل السلوك»
- «نور الحدق في لبس الخرق»
- «الدرة لبيان الولاية الكبرى والصغرى»
- «مقصد أمالي بشرح منظومة بدء الأمالي» وهو مؤلف في التوحيد
- «شفاء العليل في التقوى والتوكل على الرب الجليل»
- «طراز القاري يوم ختم البخاري»
- «تفسير قوله تعالى وفي السماء رزقكم وما توعدون»
- «مرشد الأمم لشرح الحكم»

## وفاته
قيل أنه كان من المعمرين، لكن على الأرجح أنه توفي عام 912 هـ/1506 م، ودُفن بدسوق، وله ضريح بها حتى الآن بالقرب من مسجد سيدي إبراهيم الدسوقي بالميدان الإبراهيمي.

## وصلات خارجية
- كتاب لسان التعريف بحال الولي الشريف سيدي إبراهيم الدسوقي. للشيخ «جلال الدين أحمد الكركي» (ملف PDF).